# Ulotrichopus variegata
Ulotrichopus variegata är en fjärilsart som beskrevs av George Francis Hampson 1902. Ulotrichopus variegata ingår i släktet Ulotrichopus och familjen nattflyn. Inga underarter finns listade i Catalogue of Life.